# Видое Подгорец
Видое Подгорец (Колешино, 8. јун 1934 — Скопље, 14. април 1997) је био један од најплоднијих македонских писаца, путописац, песник, приповедач и романописац за децу и одрасле. Припадник је друге генерације македонских писаца. Објавио је велики број збирки песама, приповедака и романа.

## Биографија
Видое Подгорец се родио 8. јуна 1934. године у струмичком селу Колешино, у сиромашној породици. Основну школу је завршио у родном селу, а 1950. године је завршио учитељску школу у Штипу. Са непуних шеснаест година је почео да ради као учитељ. Због сиромаштва није био у могућности да редовно прати предавања на скопском универзитету. Зато је студирао као ванредни студент. Године 1956. дипломирао је на Вишој педагошкој школи, а у јуну 1959. година дипломирао је на Филозофском факултету, на одсеку за југословенску књижевност. Затим је три године радио као просветни инспектор за штипски крај. Године 1962. се враћа у Скопље, где се запошљава у новинско-издавачкој кући „Нова Македонија“, у редакцији за децу као уредник дечјих часописа „Другарче“ и „Наш свет“. Радни век је завршио као директор и главни уредник у НИК „Наша книга“. Преминуо је 14. априла 1997. године у Скопљу. Био је члан Друштва писаца Македоније од 1958. године.

## Књижевна дела
Подгорец је почео да пише још као ђак учитељске школе у Штипу. Рад са децом (као учитељ) ће имати пресудан утицај за његову посвећеност дечјој литератури. Подгорец је један од најпопуларнијих и најплоднијих македонских писаца. Само током прве деценије својег стваралаштва, објавио је преко тридесет књига! Његова дела су преведена на већи број језика (српски, хрватски, словеначки, турски, албански, руски, украјински, пољски, чешки, словачки, бугарски итд). Писао је песме и прозу за децу и одрасле, а бавио се и књижевном критиком и писањем есеја. Поред тога, аутор је неколико сценарија за дечије игре и две радио-драме за децу: „Незавршена приказна“ („Недовршена прича“, заједно са Михом Атанасовским) и „Чудесно патување“ („Чудесно путовање“). Уредник је и две антологије: „Гулаб на мирот“(„Голуб мира“, избор прича за децу) и „Вртешка“ (избор песама за децу). Године 1969. издавачка кућа „Наша книга“ из Скопља је објавила изабрана дела Видоа Подгореца у десет књига.
Важнија књижевна дела Видоа Подгореца:
- Развигорче (песме за децу, 1956),
- Мугри над тополите (песме, 1958),
- Уморно лето (песме, 1958),
- Прости ми, канаринке (приче за децу, 1958),
- Топли гнезда (приче за децу, 1959),
- Горско кладенче (песме за децу, 1960),
- Неспокојно детство (приче за децу, 1961),
- Шумскиот разбојник (приче за децу, 1962),
- Тихо доаѓаат соништата (песме за децу, 1963),
- Сенки на ѕидот (приче за децу, 1963),
- Деца под печурки (приче за децу, 1964),
- Ајдучка чешма (роман за децу, 1964),
- Сребрена школка (песме за децу, 1965),
- Песни и сказни (песме и приче за децу, 1966),
- Задкарпатска повест (роман за децу и младе, 1966),
- Белото Циганче (роман за децу и младе, трилогија, 1966),
- Време на љубовта (песме, 1967),
- Туника (приче за децу, 1967),
- Чудесно патување (приче за децу, 1967),
- Две селзички (приче за децу, 1967),
- Отиде со жеравите (приче за децу, 1967),
- Над лулката (песме за децу, 1967),
- Вечерни ѕвона (песме, 1968),
- Весела азбука (песме за децу, 1969),
- Аз, буки, веди... (прича, 1969),
- Шарени бродови (приче за децу, 1969),
- Чисти раце (приче за децу, 1969),
- Сивиот одмазник (приче за децу, 1969),
- Ливада на соништата (приче за децу, 1969),
- Прокудени птици (роман за децу и младе, 1969),
- Овчарчето Бош (роман за децу и младе, 1969),
- Илјада цветови (песме за децу, 1969),
- Рајна Војвода (роман за децу и младе 1971),
- Пустини и оази (путописи, 1971),
- Првото писмо (роман за децу и младе 1972),
- Бигорна љубов (роман за младе 1973),
- Пепел и цвет (роман за младе 1974),
- Писма од Африка (путописи, 1976),
- Македонска голгота (роман, 1978),
- Пожар потоа пепел (песме, 1978),
- Зарастен бунар (песме, 1978),
- Истрча белиот коњ (роман за децу и младе, 1978),
- Бродот Брезова кора (приче за децу, 1978),
- Пиринскиот цар (приче за децу, 1980),
- Патувањето на Добрило (приче за децу, 1981),
- Приказна за селото (приче за децу, 1981),
- Во Солуна грош сомуна (песме за децу, 1981),
- Црниот пантер (роман за децу и младе, 1981),
- Корените на судбината (роман, 1982),
- Песни за Туника (песме за децу, 1982),
- Лушпи од месечина (песме за децу, 1982),
- Сказни I-II (1982),
- Летот на белата гулабица (роман за младе, 1982),
- Сопатници на детството (есеји, огледи и критички осврти, 1982),
- Карпошовата буна (роман, 1983),
- Дивиот рај (роман за младе, 1983),
- Патешествијата на Силјан Штркот (роман за младе, 1983),
- Прва љубов (роман за децу и младе, 1983),
- Распетие (песме, 1984),
- Умирање на залез (приче, 1984),
- Дрвен обред (песме, 1985),
- Дрво на спомените (приче за децу, 1985),
- Шарбајка (приче за децу, 1986),
- Туника или прва љубов (роман за децу и младе, 1987),
- Дивиот пес (роман за децу и младе, 1987),
- Шарена птица (песме за децу, 1987),
- Нашиот двор (приче за децу),
- Земја на солзите (роман, 1988),
- Бамбарче (роман за децу, 1988),
- Пчеличката медарка (сказни - приче ?, 1989),
- Среќен човек (приче, 1989),
- Перуновите потомци (историјски роман, 1989),
- Чудесна шума (песме за децу, 1989),
- Звездени зборови (приче за децу, 1990),
- Сто сонца (загонетке),
- Сребрениот меч (приче за децу, 1991),
- Крали Марко (повест),
- Необични доживувања (роман за децу и младе, 1991),
- Јаворот (роман за децу и младе, 1992),
- Скршеното бардаче (роман за децу, 1992),
- Длабарка (песме, 1993),
- Мониста од роса (песме за децу, 1993),
- Вечни огнови (приче, 1993),
- Изгубеното царство (приче за децу, 1993),
- Криворог (роман за децу и младе, 1994),
- Венче невенче (песме за децу, 1994),
- Баба Благината срна (приче за децу, 1994),
- Магарињата на Олимп (приче за децу, 1994),
- Коктел за сон (песме, 1995),
- Златко (повест, 1995),
- Воденичарски приказни (приче за децу, 1995),
- Дванаесетте огледала (приче за децу, 1995),
- Исчезнатиот рај (роман за децу и младе, 1997),
- Феткин (романизирана биографија, 1998-објављен постхумно).

Подгорец је саставио и две антологије:
- Антологија на современата македонска поезија за деца (1968) и
- Антологија на современата македонска проза за деца (1968).

Године 1966. за роман „Бело циганче“, Подгорец је добио две награде: награду „Младо поколење“ за најбољу дечију књигу у Југославији, како и другу награду на конкурсу за роман часописа „Детска радост“. Поред ових, Подгорец је добитник и следећих награда:
- „РТВ Скопје“ за најбољу књигу године,
- „Курирчек“,
- „Читателска значка“ (Љубљана),
- „13 Ноември“,
- „Климент Охридски“.